# Rudskoga landskommun
Rudskoga landskommun var en tidigare kommun i Värmlands län.

## Administrativ historik
Kommunen bildades i Rudskoga socken i Visnums härad i Värmland och Värmlands län när 1862 års kommunalförordningar trädde i kraft.
Vid kommunreformen 1952 gick den upp Visnums landskommun. Denna upplöstes 1971 då detta område överfördes till Kristinehamns kommun.

## Politik

### Mandatfördelning i valen 1938-1946
| 4 | 2 | 9 |

| 15 |

| 3 | 3 | 9 |

| 15 |

| 3 | 10 | 1 | 1 |

| 15 |